# Тышкун, Иван Игнатьевич

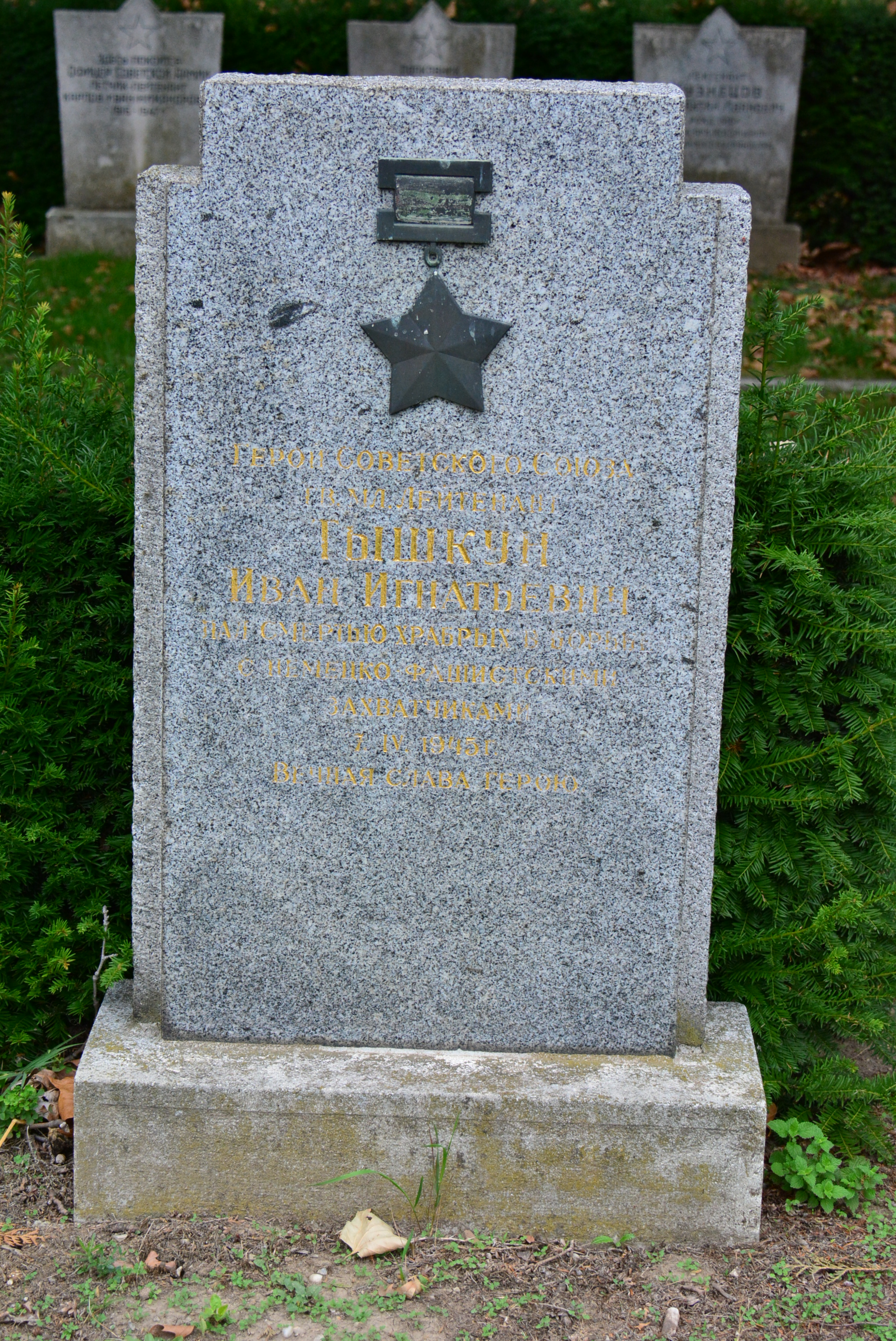
Могила на Центральном кладбище Вены

Иван Игнатьевич Тышкун (19 мая 1924, Черталык, Самарская губерния — 7 апреля 1945, Вена) — участник Великой Отечественной войны, командир стрелкового взвода, младший лейтенант. Герой Советского Союза (1944).

## Биография
Родился 19 мая 1924 года в посёлке Черталык (ныне в Бузулукском районе Оренбургской области).
Окончил 5 классов сельской школы, ремесленное училище в городе Орск Оренбургской области. Работал слесарем и одновременно учился в школе рабочей молодёжи. В марте 1942 года вернулся домой, работал прицепщиком, затем трактористом в колхозе.
В Красной армии с августа 1942 года. Член ВКП(б) с 1943 года. В действующей армии с февраля 1943 года. Воевал на Северо-Кавказском, Южном, 4-м и 3-м Украинских и 1-м Белорусском фронтах. Участвовал в Краснодарской, Донбасской, Мелитопольской и Березнеговато-Снигирёвской операциях. В боях трижды ранен. Особо отличился при форсировании рек Днепр, Ингулец и освобождении Херсона.
Помощник командира взвода 1040-го стрелкового полка 295-й стрелковой дивизии сержант Тышкун во главе группы одним из первых 12 марта 1944 года у города Херсон под огнём противника успешно преодолел Днепр. Командир первым ворвался во вражеские окопы и в рукопашной схватке уничтожил несколько вражеских солдат. Группа захватила плацдарм, уничтожила дзот, чем способствовала форсированию реки батальоном. В боях за освобождение города Херсон руководил штурмовой группой, проявил в рукопашных схватках непревзойдённое мастерство и при этом лично уничтожил двенадцать фашистов. При штурме здания вокзала, где закрепилась большая группа противников, Тышкун с подчинёнными скрытно обошёл здание с тыла и внезапной атакой выбил фашистов.
Указом Президиума Верховного Совета СССР от 3 июня 1944 года за образцовое выполнение заданий командования и проявленные при этом мужество и героизм сержанту Тышкуну Ивану Игнатьевичу присвоено звание Героя Советского Союза с вручением ордена Ленина и медали «Золотая Звезда».
В 1944 году окончил курсы младших лейтенантов. Продолжал воевать на должности адъютанта командира 5-й гвардейской воздушно-десантной дивизии. В составе 4-й гвардейской армии освобождал Венгрию и Австрию. Погиб в бою 7 апреля 1945 года. Похоронен на Советском кладбище Центрального кладбища Вены.